# Сермиде
Сермиде (итал. Sermide) — коммуна в Италии, располагается в регионе Ломбардия, подчиняется административному центру Мантуя.
По данным на сентябрь 2017 года население составляет 7359 человек, плотность населения — 116 чел./км². Занимает площадь 56 км². Почтовый индекс — 46028. Телефонный код — 0386.
Покровителями коммуны почитаются святые апостолы Пётр и Павел. Праздник ежегодно празднуется 29 июня.